# Carlo Follini
Carlo Follini, né le 24 août 1848 à Domodossola et mort en 1938, est un peintre italien, représentant des paysages.

## Histoire
Il naît à Domodossola dans le Piémont. Il étudie la comptabilité à Turin, mais choisit à l'âge de 24 ans d'étudier la peinture à l'Accademia Albertina, alors sous la houlette d'Antonio Fontanesi.
En 1883, quinze études d'après nature sont exposées à Rome. Il peint l'Eau alpine conservée à la Galerie nationale d'art moderne de Rome. On dit de lui qu'il est l'un des élèves les plus appréciés de Fontanesi, en raison de sa sprezzatura et « de la force et de l'énergie de sa coloration dans ses études d'après nature ». Il s'installe à Bologne pour entrer dans l'armée, mais se lance dans des études d'art. Il voyage également à Venise, Milan, Florence et Naples. Parmi ses élèves se trouve Romolo Ubertalli.

## Œuvres
Parmi ses œuvres figurent :
- Campagna napoletana
- La Sieste
- Sui monti
- Guado
- Grand Canal à Venise
- Frasche dorate
- Silenzio vert
- La Dent du géant.